# Prjamougol'naja, buhta
Prjamougol'naja, buhta är en vik i Antarktis. Den ligger i Östantarktis. Norge gör anspråk på området.